# Trabzonspor Kulübü 2010-2011
Questa pagina raccoglie i dati riguardanti il Trabzonspor Kulübü nelle competizioni ufficiali della stagione 2010-2011.

## Stagione
Il Trabzonspor arriva secondo in campionato e vince la Supercoppa di Turchia. Il Fenerbahçe, arrivato primo in campionato, è stato escluso dalla Champions League dopo che la Federazione calcistica della Turchia ha stabilito l'inammissibilità del club a prendere parte alla competizione a causa dello scandalo sulle scommesse calcistiche in Turchia. Al suo posto è stato ripescato proprio il Trabzonspor.
In coppa di Turchia arriva alla fase a gironi.

## Maglie e sponsor
- Türk Telekom
- Nike

| İç Saha | Dış Saha | Alternatif | Dördüncü | Beşinci |

## Rosa
| N. |                      | Ruolo | Calciatore             |
| -- | -------------------- | ----- | ---------------------- |
| 3  | Croazia (bandiera)   | D     | Hrvoje Čale            |
| 4  | Polonia (bandiera)   | D     | Arkadiusz Głowacki     |
| 5  | Turchia (bandiera)   | C     | Engin Baytar           |
| 6  | Turchia (bandiera)   | C     | Ceyhun Gülselam        |
| 8  | Turchia (bandiera)   | C     | Selçuk İnan (capitano) |
| 9  | Colombia (bandiera)  | A     | Teófilo Gutiérrez      |
| 10 | Turchia (bandiera)   | C     | Umut Bulut             |
| 11 | Turchia (bandiera)   | C     | Barış Memiş            |
| 16 | Turchia (bandiera)   | D     | Egemen Korkmaz         |
| 17 | Turchia (bandiera)   | A     | Burak Yılmaz           |
| 18 | Turchia (bandiera)   | D     | Tayfun Cora            |
| 20 | Argentina (bandiera) | C     | Gustavo Colman         |

| N. |                    | Ruolo | Calciatore      |
| -- | ------------------ | ----- | --------------- |
| 21 | Turchia (bandiera) | C     | Barış Ataş      |
| 22 | Turchia (bandiera) | D     | Mustafa Yumlu   |
| 23 | Turchia (bandiera) | D     | Giray Kaçar     |
| 25 | Brasile (bandiera) | C     | Alanzinho       |
| 26 | Turchia (bandiera) | C     | Sezer Badur     |
| 29 | Turchia (bandiera) | P     | Tolga Zengin    |
| 30 | Turchia (bandiera) | D     | Serkan Balcı    |
| 35 | Turchia (bandiera) | P     | Onur Kıvrak     |
| 45 | Turchia (bandiera) | P     | Yakup Bugun     |
| 50 | Brasile (bandiera) | A     | Jajá            |
| 61 | Turchia (bandiera) | A     | Ibrahim Yattara |
| 66 | Turchia (bandiera) | D     | Ferhat Öztorun  |

## Statistiche

### Supercoppa di Turchia
| Arbitro: | Müftüoğlu |

|  |           |                         |
|  | Marcatori | 55’, 61’, 72’ Gutiérrez |